# 千里丘
千里丘（せんりおか）は、大阪府の摂津市北西部から吹田市東部にかけての地域名である。千里丘陵の南東端およびその麓に当たる。狭義の千里丘は麓側にある摂津市の町丁で、西日本旅客鉄道（JR西日本）東海道本線（JR京都線）以北をおおよその範囲とする。摂津市千里丘一丁目には、同線の千里丘駅が所在する。

## 摂津市
摂津市で「千里丘」の付く町丁には、千里丘、千里丘新町、千里丘東、南千里丘がある。
2021年9月末現在の各町丁の世帯数と人口は以下の通りである。
| 町丁       | 町丁       | 世帯数 | 人口  |
| ---------- | ---------- | ------ | ----- |
| 千里丘     | 一丁目     | 573    | 973   |
| 千里丘     | 二丁目     | 864    | 1,574 |
| 千里丘     | 三丁目     | 439    | 862   |
| 千里丘     | 四丁目     | 633    | 1,260 |
| 千里丘     | 五丁目     | 663    | 1,499 |
| 千里丘     | 六丁目     | 395    | 690   |
| 千里丘     | 七丁目     | 251    | 502   |
| 千里丘     | 計         | 3,818  | 7,360 |
| 千里丘新町 | 千里丘新町 | 889    | 2,069 |
| 千里丘東   | 一丁目     | 553    | 1,017 |
| 千里丘東   | 二丁目     | 590    | 1,027 |
| 千里丘東   | 三丁目     | 437    | 789   |
| 千里丘東   | 四丁目     | 1,346  | 2,650 |
| 千里丘東   | 五丁目     | 869    | 1,716 |
| 千里丘東   | 計         | 3,795  | 7,199 |
| 南千里丘   | 南千里丘   | 1,387  | 3,647 |

### 千里丘
1956年（昭和31年）に三島郡三島町が発足した際、旧味舌町坪井の一部が大字千里丘となった。当地は1938年（昭和13年）に国鉄千里丘駅が開業して以来、駅前の商店街を中心に市街地化が進んでいた。
1966年（昭和41年）、三島町から摂津市への市制施行に先立って、上記の千里丘に加えて太中、乙辻、小坪井、坪井、味舌上、正雀の各一部をもって、千里丘一丁目から七丁目となった。1973年（昭和48年）には茨木市蔵垣内の一部（旧三島郡三宅村域）が編入された。
2015年（平成27年）、地区南端部にあたる千里丘四丁目および七丁目の各一部を分離し、千里丘新町が新設された。
隣接する町丁は千里丘新町のほか、千里丘東、庄屋、吹田市の千里丘上、千里丘下、長野東、長野西、山田市場、山田南、岸部北、岸部中がある。

### 千里丘新町
上述の通り、千里丘四丁目および七丁目の各一部が分離して千里丘新町となった。千里丘のほか、阪急正雀、吹田市の芝田町、岸部新町、岸部中と隣接する。JR西日本吹田操車場跡地および正雀下水処理場跡地を中心とする地域で、宅地開発が進んでいる。阪急正雀駅、JR岸辺駅が最寄り駅となる。

### 千里丘東
千里丘の東南東に隣接する、JR京都線と阪急電鉄京都線に挟まれた地区である。ただし、両線間の地域のうち南部は庄屋一丁目、および阪急正雀となる。北に茨木市蔵垣内が隣接する。阪急線を挟んでは、昭和園、香露園、南千里丘、庄屋二丁目と隣接する。
1966年（昭和41年）、三島町から摂津市への市制施行に先立って、太中、乙辻、小坪井、坪井、庄屋、味舌上の各一部をもって、千里丘東一丁目から五丁目となった。1973年（昭和48年）には茨木市蔵垣内の一部（旧三島郡三宅村域）が編入された。
2010年（平成22年）に阪急摂津市駅が千里丘東四丁目・南千里丘で開業している。

### 南千里丘
千里丘東四丁目と阪急電鉄京都線を挟んで隣接する。また、香露園、三島、東正雀、庄屋二丁目と隣接する。
1966年（昭和41年）、摂津市の市制施行後に、坪井、味舌下の各一部をもって、南千里丘となった（丁番なし）。
1988年（昭和63年）に摂津医誠会病院が開業、また1990年（平成2年）に大阪府警察摂津警察署が開署している。

## 吹田市
吹田市で「千里丘」の付く町丁には、千里丘上、千里丘下、千里丘中、千里丘北、千里丘西がある。いずれも吹田市の中東部、摂津市千里丘から北に位置し、千里丘中を中央にして、北から時計回りに千里丘北、千里丘上、千里丘下、千里丘西となっている。いずれも1972年（昭和47年）に山田下（旧山田村域）を分割して新設されており、また丁番はない。なお、1973年（昭和48年）に千里丘西の一部が長野東へ編入されている。
千里丘上と千里丘下が摂津市千里丘に隣接しており、また千里丘上は茨木市蔵垣内とも隣接する。この他、吹田市側の周辺町丁には、青葉丘南、新芦屋上、新芦屋下、長野東、尺谷、樫切山、千里万博公園、清水がある。吹田市の都市計画などの政策では、千里丘を含め山田南を南限とする名神高速道路以東の地域（青葉丘北・南、清水、新芦屋上・下、千里丘各町、長野東・西、尺谷、山田市場、山田南）および以西の樫切山、山田東・西・北を「山田・千里丘地域」としている。
2021年9月末現在の各町丁の世帯数と人口は以下の通りである。
| 町丁     | 世帯数 | 人口  |
| -------- | ------ | ----- |
| 千里丘上 | 1,462  | 3,385 |
| 千里丘中 | 1,340  | 3,195 |
| 千里丘下 | 904    | 2,212 |
| 千里丘西 | 819    | 1,999 |
| 千里丘北 | 1,575  | 5,199 |

## 主要施設
- 摂津市
  - JR千里丘駅（千里丘1丁目）
  - 千里丘中央病院（千里丘1丁目）
  - 摂津市立千里丘小学校（千里丘3丁目）
  - 須佐之男命神社（千里丘3丁目）
  - 金剛院（千里丘3丁目）
  - 大阪学院大学第2グラウンド（千里丘6丁目）
  - 市場池公園（千里丘6丁目）
  - 芦森工業本社（千里丘6丁目）
  - 摂津市立三宅スポーツセンター（千里丘東2丁目） - 旧摂津市立三宅小学校
  - フォルテ摂津（千里丘東2丁目）
  - 明和池公園（千里丘新町）
  - 国立健康・栄養研究所（千里丘新町）
  - ニプロ本社（千里丘新町）
  - 阪急摂津市駅（千里丘東4丁目・南千里丘）
  - 大阪府警察摂津警察署（南千里丘）
  - 摂津医誠会病院（南千里丘）
  - 摂津市立第一中学校（南千里丘）
- 吹田市
  - 吹田市立千里丘図書館（千里丘上）
  - 吹田市立千里丘児童会館（千里丘上）
  - ジョーシン千里丘店（千里丘上）
  - 千里丘上公園（千里丘上・千里丘中）
  - 吹田市立山田第二小学校（千里丘下）
  - 吹田市立千里丘北小学校（千里丘北）
  - 吹田徳洲会病院（千里丘西）
  - 吹田市立南山田小学校（千里丘西）
  - なお、以下は千里丘各町以外にある。
    - 吹田市立千里丘中学校（青葉丘南）
    - メゾン千里丘（新芦屋上・新芦屋下・青葉丘南）
    - イズミヤ千里丘店（山田南）

### 廃止された施設
- 摂津市
  - 近畿コカ・コーラボトリング本社（千里丘7丁目）
  - JR吹田操車場（千里丘新町）
  - 正雀下水処理場（千里丘新町）
- 吹田市
  - 毎日放送千里丘放送センター、毎日放送千里丘ミリカセンター、ミリカホール（千里丘北）